# I Am Mina
I Am Mina — сборник итальянской певицы Мины, выпущенный 22 марта 2011 года на лейбле EMI.

## Об альбоме
Этот альбом представляет собой англоязычную часть трилогии сборников, выпущенных в 2011 году, которые также включают альбомы на французском (Je suis Mina) и испанском (Yo soy Mina) языках. Некоторые песни из сборника никогда не издавались в альбомах или в Италии.
I Am Mina охватывает период с конца 1960-х до начала 1990-х годов английскими версиями некоторых своих классических произведений, таких как «Il cielo in una stanza» («The World We Love In»), «Vorrei che fosse amore» («More Than Strangers») и «Quand’ero piccola». Есть несколько песен из репертуара 70-х, когда её альбомы обычно возглавляли чарты: «I Still Love You» («Fate piano»), «Where Would I Be Without Your Love?» («Ancora dolcemente»), «Love Me» («Uappa») в аранжировке, отличной от оригинальной. В альбом также вошли английские версии самых продаваемых синглов Мины, таких как «Runaway» («E poi…»), «Never, Never, Never» («Grande, grande, grande») и «Take Me» («L’importante è finire»). Английские версии «Quand’ero piccola», «Io innamorata» и «I discorsi» прежде не издавались. «Walk On By», «Strangers in the Night», «Only You» и «Stardust» ранее выпускались в студийных альбомах.
Большинство песен были адаптированы на английский Норманом Ньюэллом.

## Отзывы критиков
| Оценки критиков | Оценки критиков |
| Источник        | Оценка          |
| --------------- | --------------- |
| AllMusic        | [ 4 ]           |

Марио Брунес из AllMusic написал: «В целом, отличная идея для компиляции, реализованная с абсолютным классом, и всё же, с музыкальной точки зрения, I Am немного разочаровывает, по крайней мере, в английском издании. Большинство этих песен являются стандартными переводами на английский, и большинство из них переведены плохо — носители португальского языка точно знают, каково это, поскольку английские версии классической босановы всегда заставляют бразильцев съеживаться. Кроме того, прочтение Миной американских джазовых и поп-мелодий, которыми завершается сборник, не особенно вдохновляет. У Мины не просто великолепный голос, но её уникальная индивидуальность здесь проявляется не так ярко, как в итальянском или даже испанском. В заключение, это находка для поклонников Мины, но тем, кто хочет понять, в чём заключается её гениальность, следует избегать этих вводящих в заблуждение портретов и вместо этого сразу перейти к любому из её альбомов или сборников на итальянском».

## Список композиций
1. «Take Me (L’importante è finire)» (Кристиано Мальджольо, Альберто Анелли, Норман Ньюэлл) — 3:24
2. «Runaway (E poi…)» (Андреа Ло Веккьо, Шел Шапиро) — 4:47
3. «More Than Strangers (Vorrei che fosse amore)» (Антонио Амурри, Бруно Канфора, Глэдис Шелли, Джимми Небб) — 2:20
4. «Love Me (Uappa)» (Энрико Рикарди, Луиджи Альбертелли, Норман Ньюэлл) — 3:29
5. «Never, Never, Never (Grande, grande, grande)»	(Альберто Теста, Тони Ренис, Норман Ньюэлл) — 3:58
6. «I Still Love You (Fate piano)» (Андреа Ло Веккьо, Шел Шапиро) — 4:10
7. «Why? (Why Do You Treat Me Like You Do) (Vorrei averti nonostante tutto)»	(Альберто Теста, Данило Ваона, Вирджино Капетини, Норман Ньюэлл) — 4:32
8. «The Way I Love You (Amore mio)» (Бруно Канфора, Джина Бассо, Норман Ньюэлл) — 3:42
9. «Where Would I Be Without Your Love? (Ancora dolcemente)»	(Фабио Массимо Кантини, Луиджи Лопес, Паоло Америго Касселла, Норман Ньюэлл) — 4:24
10. «Don’t Ask Me to Love You (Domenica sera)» (Коррадо Кастеллари, Стефано Скандолара, Норман Ньюэлл) — 3:18
11. «The World We Love In (Il cielo in una stanza)» (Джино Паоли, Могол, Ренато Анджолини, Дон Рэй) — 2:28
12. «Quand’ero piccola» (Бруно Джамбрини, Франко Мильяччи, Луис Энрике, Норман Ньюэлл) — 2:43 — английская версия
13. «Io innamorata» (Аугусто Мартелли, Джорджо Калабрезе, Норман Ньюэлл) — 2:59 — английская версия
14. «I discorsi» (Аугусто Мартелли, Мина, Норман Ньюэлл) — 3:09 — английская версия
15. «Walk On By» (Берт Бакарак, Хэл Дэвид) — 8:25
16. «Strangers in the Night» (Берт Кемпферт, Чарли Синглтон, Эдди Снайдер) — 3:40
17. «Only You» (Бак Рам, Энди Рэнд) — 3:11
18. «Stardust» (Хоги Кармайкл, Митчелл Пэриш) — 3:50

## Участники записи
- Мина — вокал
- Джанлука Лаззарин — цифровой мастеринг
- Мауро Балетти — оформление обложки
- Джузеппе Спада — графический дизайн
- Джанни Роско — иллюстрации

Все данные взяты из примечаний к альбому.

## Чарты
| Чарт (2011)               | Высшая позиция |
| ------------------------- | -------------- |
| Италия (Classifica album) | 57             |